# Ciumeghiu
Ciumeghiu là một xã thuộc hạt Bihor, România. Dân số thời điểm năm 2002 là 4504 người.